# Liste der Monuments historiques in Romegoux
Die Liste der Monuments historiques in Romegoux führt die Monuments historiques in der französischen Gemeinde Romegoux auf.

## Liste der Bauwerke
| Bezeichnung      | Beschreibung                                     | Standort | Kennzeichnung | Schutzstatus | Datum | Bild           |
| ---------------- | ------------------------------------------------ | -------- | ------------- | ------------ | ----- | -------------- |
| Kirche St-Pierre | Erbaut in der ersten Hälfte des 16. Jahrhunderts | (Lage)   | PA00105152    | Inscrit      | 1931  | weitere Bilder |

## Liste der Objekte

### Kirche St-Pierre
| Bezeichnung       | Beschreibung                | Standort | Kennzeichnung | Schutzstatus | Datum | Bild |
| ----------------- | --------------------------- | -------- | ------------- | ------------ | ----- | ---- |
| Kanzel            | Eichenholz, 19. Jahrhundert | (Lage)   | PM17002039    | Inscrit      | 2004  |      |
| Glocke            | Bronze, 1670 gegossen       | (Lage)   | PM17000356    | Classé       | 1942  |      |
| Gisant mit Relief | Stein, 16. Jahrhundert      | (Lage)   | PM17001564    | Inscrit      | 1989  |      |